# فهاز د واسکونسلوس
فهاز د واسکونسلوس (به پرتغالی: Ferraz de Vasconcelos) یک شهر و شهر و شهرداری در برزیل است که در ایالت سائو پائولو واقع شده‌است. فهاز د واسکونسلوس ۲۹٫۵۶ کیلومتر مربع مساحت و ۱۸۴٬۷۰۰ نفر جمعیت دارد و ۷۵۹ متر بالاتر از سطح دریا واقع شده‌است.